# Мисливський собака

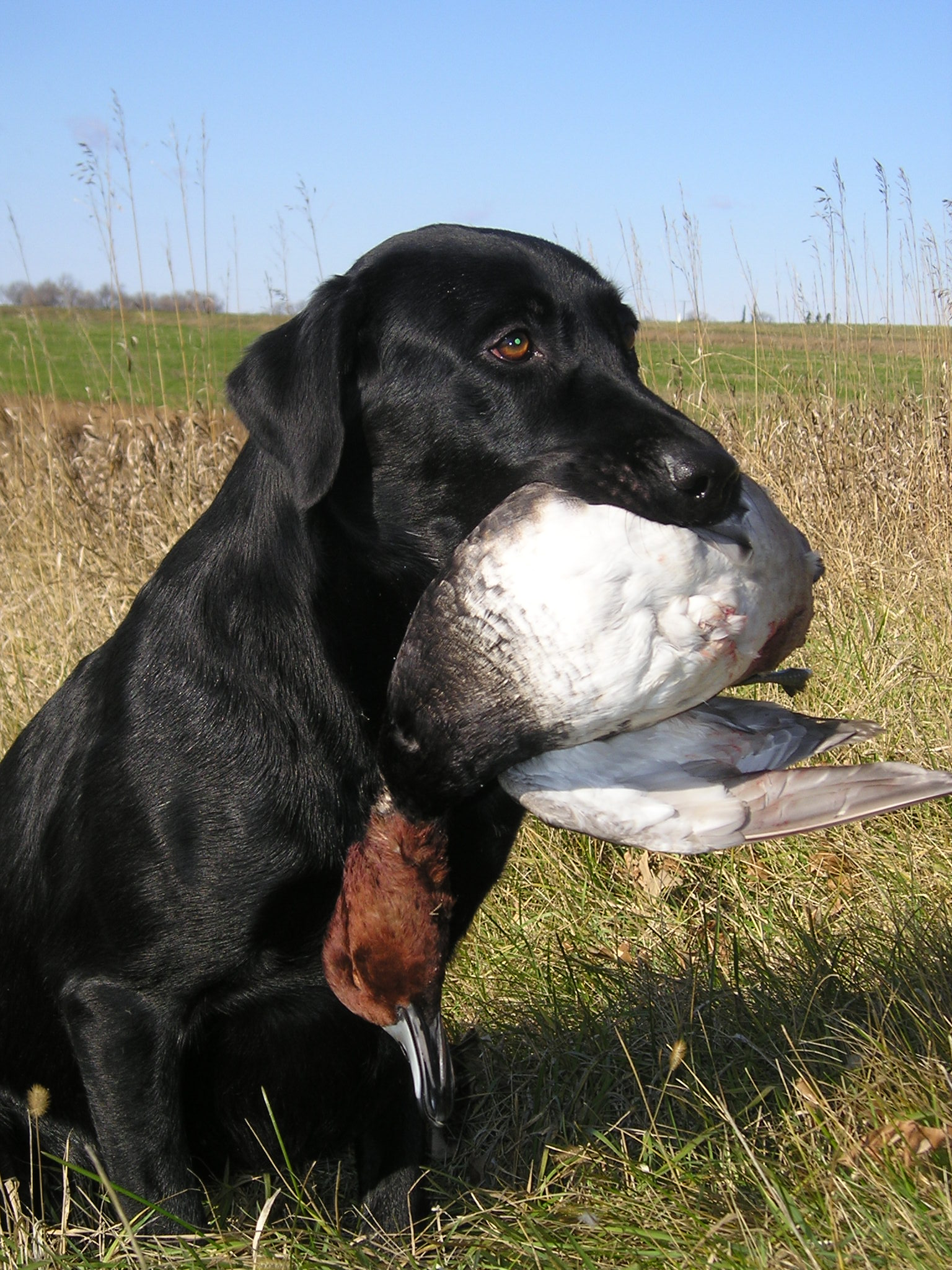
Мисливський собака

Мисливський собака — собака, яка полює разом з мисливцями або для них. Існує кілька різних типів мисливських собак, виведених для різних завдань і цілей. До основних категорій мисливських собак належать гончаки, підрушничні, норні, шпіци та примітивні породи. Подальші відмінності в цих категоріях можна зробити на основі навичок і можливостей собаки. Зазвичай вони більші та мають більш чутливий запах, ніж звичайні собаки.

## Групи та підгрупи мисливських собак
| Гончаки                    | Мисливське призначення гончаків полягає в тому, щоб, відчувши слід дичини, гнатися з гавкотом по цьому сліду і переслідувати дичину до повної її знемоги, або до нагону її на мисливця. Це найчисленніша група сучасних мисливських собак на багатьох ссавців, таких як кролики, єноти, олені та інші. | Мисливське призначення гончаків полягає в тому, щоб, відчувши слід дичини, гнатися з гавкотом по цьому сліду і переслідувати дичину до повної її знемоги, або до нагону її на мисливця. Це найчисленніша група сучасних мисливських собак на багатьох ссавців, таких як кролики, єноти, олені та інші. | Мисливське призначення гончаків полягає в тому, щоб, відчувши слід дичини, гнатися з гавкотом по цьому сліду і переслідувати дичину до повної її знемоги, або до нагону її на мисливця. Це найчисленніша група сучасних мисливських собак на багатьох ссавців, таких як кролики, єноти, олені та інші. |
| Гончаки                    | Борзі | Випет | Борзі (хорти)- це високі та худі бігові собаки, що мають гострий зір та швидкість. Їхній метод полювання називається курсуванням, коли здобич помічають здалеку, потім переслідують і ловлять. Це справжні сміливі і витривалі мисливці, адже всю роботу на полюванні виконують самостійно. Хорти можуть полювати в зграї або поодинці. |
| Гончаки                    | Лягаві | Червоний кунхаунд | Гончі — це собаки, які переважно полюють на запах. Гончих використовують для вистежування, а іноді й для вбивства дичини. Вони полюють зграями, ведучи мисливців у погоню, яка може закінчитися тим, що дичина буде загнана швидким переслідуванням або вбита. Деякі з цих порід мають глибокий, дзвінкий гавкіт і використовують його, коли слідують за запахом. |
| Гончаки                    | Лерчер | Лерчер | Лерчер — це борза, схрещена з робочою породою собак — зазвичай пастуший собака або тер'єр, виведений для роботи. |
| Підрушничні                | Підрушничні собаки використовуються в основному мисливцями на дрібну дичину, які використовують рушниці. | Підрушничні собаки використовуються в основному мисливцями на дрібну дичину, які використовують рушниці. | Підрушничні собаки використовуються в основному мисливцями на дрібну дичину, які використовують рушниці. |
| Підрушничні                | Ретривер | Чесапік-бей-ретривер | Основна задача ретриверів полягає в тому, щоб знайти та повернути мисливцеві підстрелену дичину. Ретривери можуть проводити довгі години в качиних заслінках і візуально помічати та запам'ятовувати місцезнаходження збитих птахів. За командою вони дістають птахів. Вони можуть виконувати команди щодо збитого птаха руками, словами та свистком. Як правило, вони мають великі ніжні пащі, завдяки чому можуть носити дичину в роті, не кусаючи її. |
| Підрушничні                | Сетер | Англійський сетер | Сетери мають довгу історію як гірські мисливські собаки. Схоже, вони мають вроджену здатність знаходити високогірних птахів і вказувати на них. Вони змивають птахів за командою мисливця. |
| Підрушничні                | Спанієль | Англійський кокер-спанієль | Спанієлі не стайні при знаходженні здобичі. Коли вони знаходять здобич, то заганяють її до мисливця. Спанієлі чудово плавають і можуть швидко та довго бігати навіть по чагарниках. |
| Підрушничні                | Пойнтова порода | Курцхаар | Пойнтові породи мають більший діапазон, ніж спанієлі. Вони навчені знаходити та вказувати на дрібну дичину мисливцеві. |
| Підрушничні                | Водяні | Пудель | Водяні собаки є підкласом ретриверів. Як правило, вони сильні плавці з великою витривалістю. Розведені для полювання на різного роду водоплавних птахів. |
| Норні                      | Норні породи собак були виведені для полювання на землерийних звірів, гризунів. | Норні породи собак були виведені для полювання на землерийних звірів, гризунів. | Норні породи собак були виведені для полювання на землерийних звірів, гризунів. |
| Норні                      | Такса | Такса | Стандартна такса була виведена для того, щоб знаходити за запахами, переслідувати та виганяти борсуків, лисиць, кролів та інших тварин, що живуть у норах. У преріях Північної Америки їх також використовували для полювання на лугових собачок. У Європі такси широко використовуються для полювання на оленів , кабанів і дрібну дичину, таку як кролики і зайці. Вони чудово відчувають запахи, тому їх часто використовують для пошуку поранених тварин після автомобільних аварій. Такса також є єдиною породою собак, яка полює як над землею, так і під землею. |
| Норні                      | Тер'єр | Лейкленд тер'єр | Тер'єрів використовують для полювання на дрібних ссавців. Тер'єри знаходять лігво, а потім виганяють, ловлять або вбивають тварину. Робочий тер'єр може піти під землю, щоб убити або вигнати дичину. Більших представників цього типу, таких як представники сімейства бультер'єрів або ердельтер'єрів, іноді використовують для полювання на більшу дичину: мисливець посилає гончих, щоб загнати свиню в куток, а тер'єр більшої статури кидається на неї, кусає. і тримайте його, доки мисливець не прийде.                                                         |
| Шпіци та примітивні породи | В цієї групи відімнно розвинені природні мисливські інстинкти витривалість наполегливість сміливість. Це робить їх відмінними мисливцями на середню та дрібну дичину. | В цієї групи відімнно розвинені природні мисливські інстинкти витривалість наполегливість сміливість. Це робить їх відмінними мисливцями на середню та дрібну дичину. | В цієї групи відімнно розвинені природні мисливські інстинкти витривалість наполегливість сміливість. Це робить їх відмінними мисливцями на середню та дрібну дичину. |
| Шпіци та примітивні породи | Примітивні породи | Португальський поденго | Це найдавніші породи собак у світі. В цієї групи відмінно розвинені природні мисливські інстинкти: витривалість, наполегливість, сміливість. |
| Шпіци та примітивні породи | Шпіци | Карельська ведмежа собака | Собаки типу шпіц представляють групу універсальних порід, які розвивалися протягом тисячоліть по всій Північній півкулі, особливо в арктичних регіонах — на Алясці, в Сибіру, Канаді та Скандинавії. Ці примітивні собаки живуть з мінімальним доглядом навіть за несприятливої погоди та полюють у різних стилях залежно від розміру дичини. Вони виловлюють дрібну та велику дичину, працюють у командах, щоб загнати ведмедя та кабана. |

## Галерея

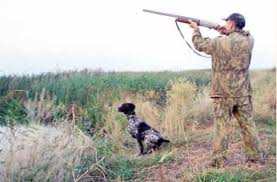
Полювання на качку
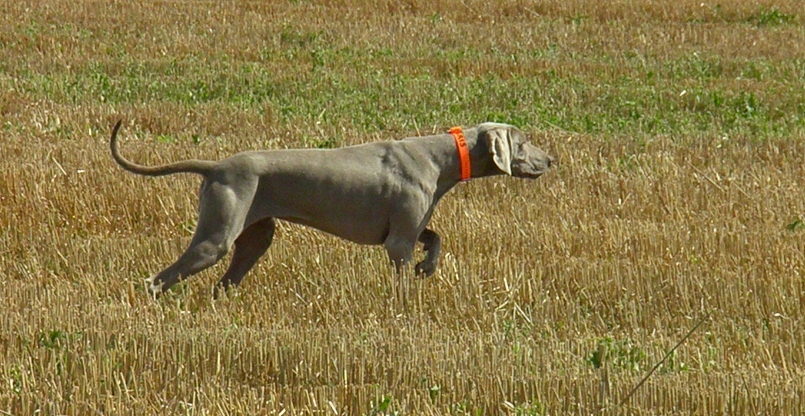
Веймаранер на полюванні
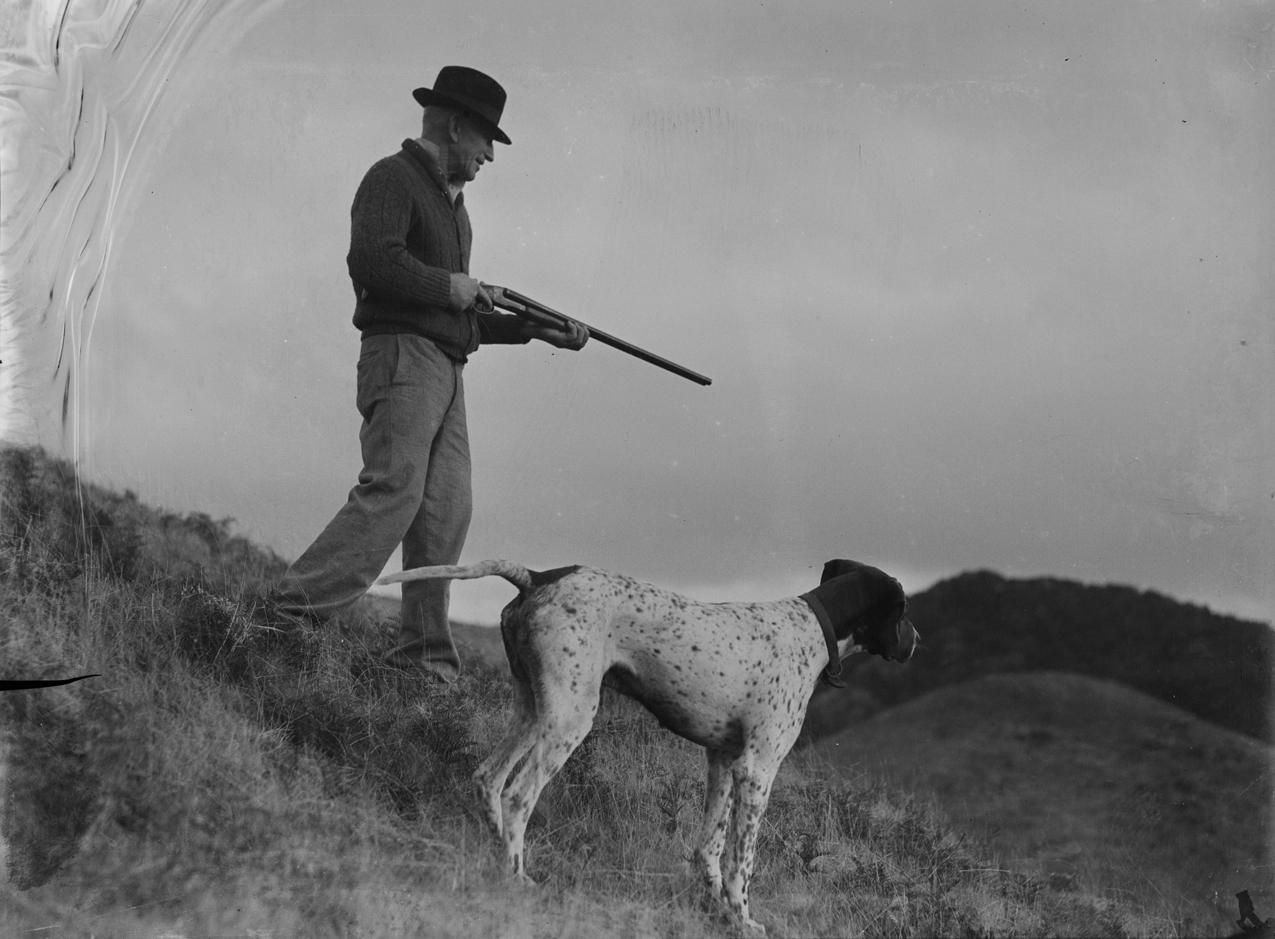
Мисливець з рушницею та мисливським собакою
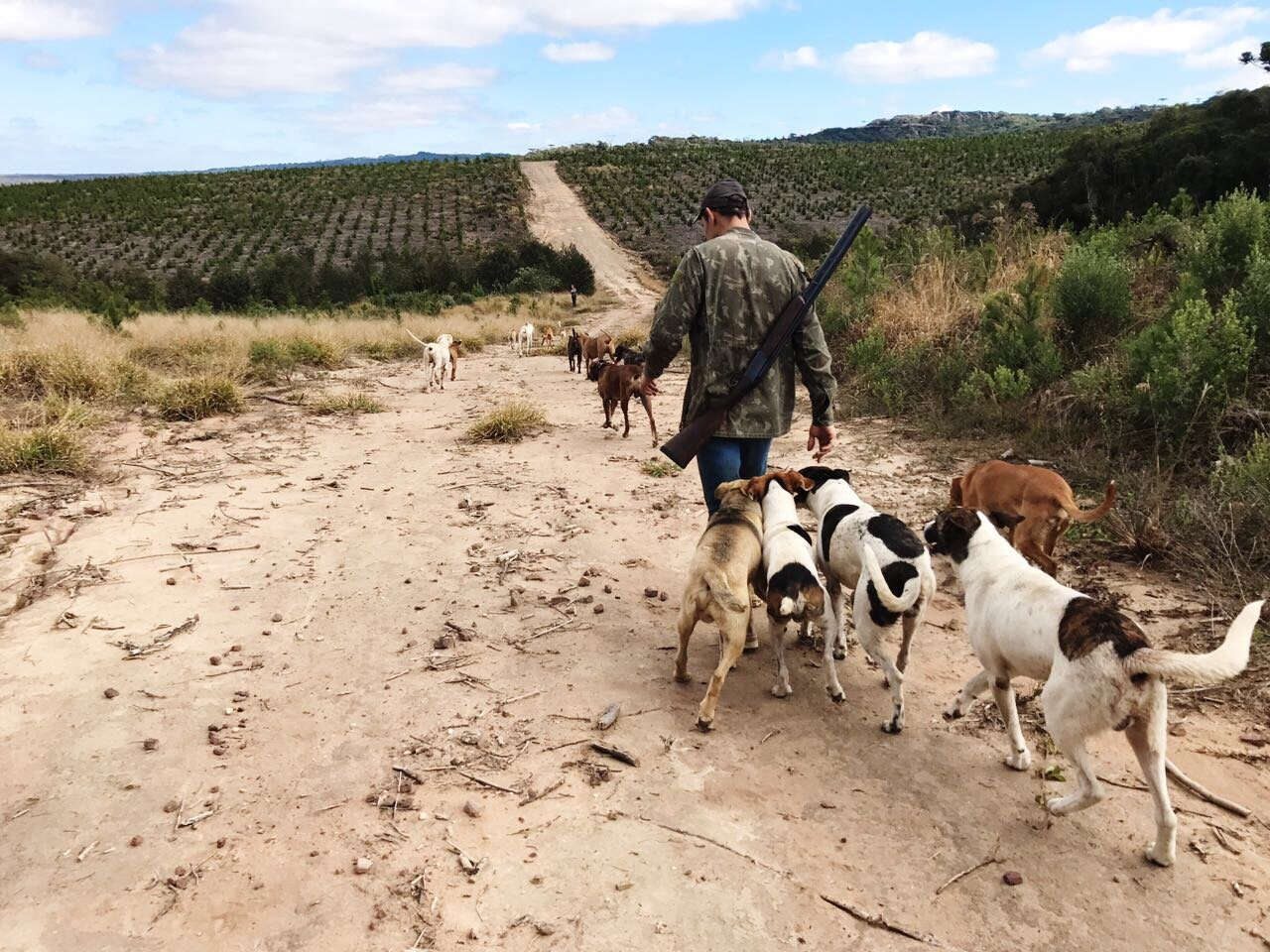
Мисливець з собаками
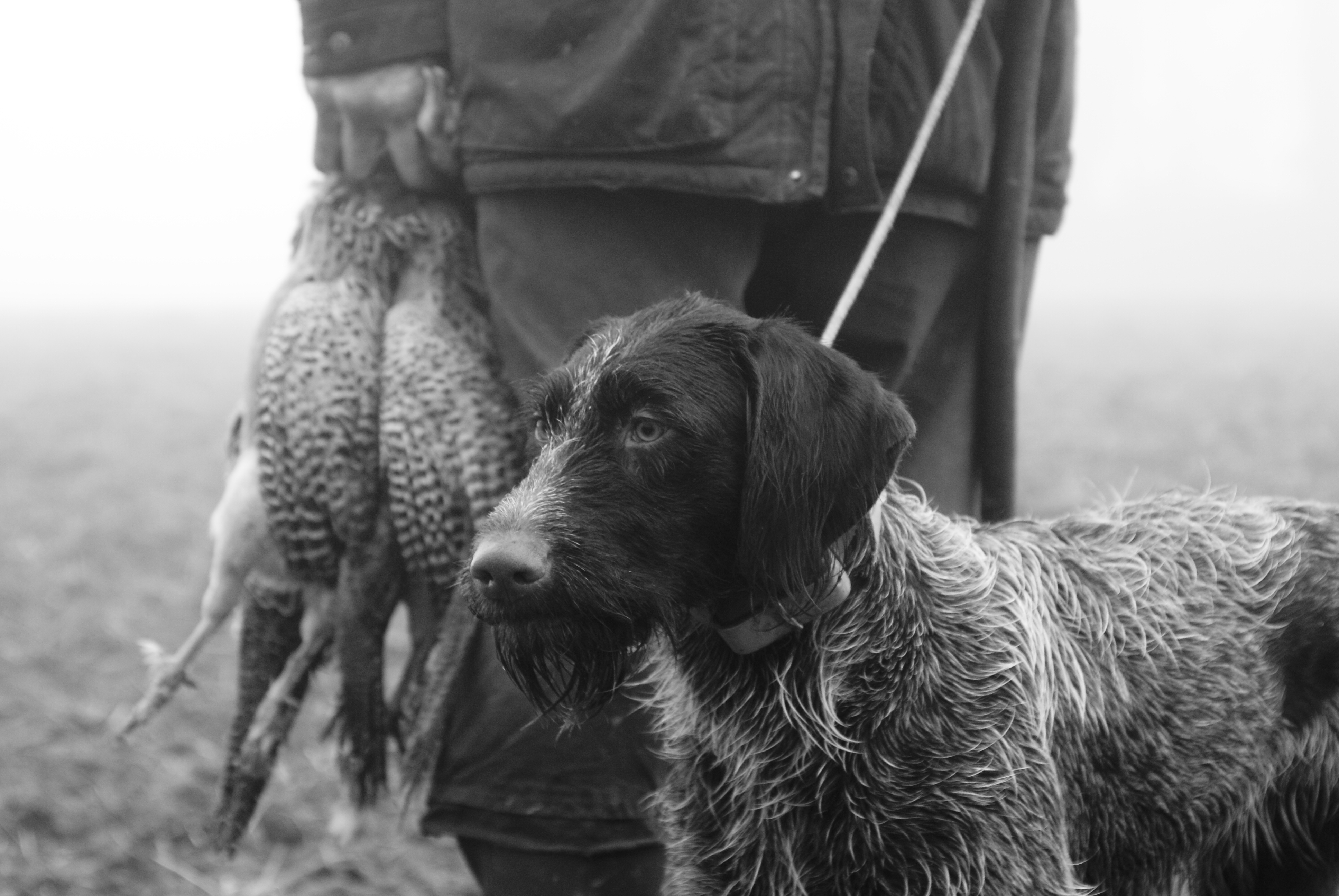
Мисливський пес
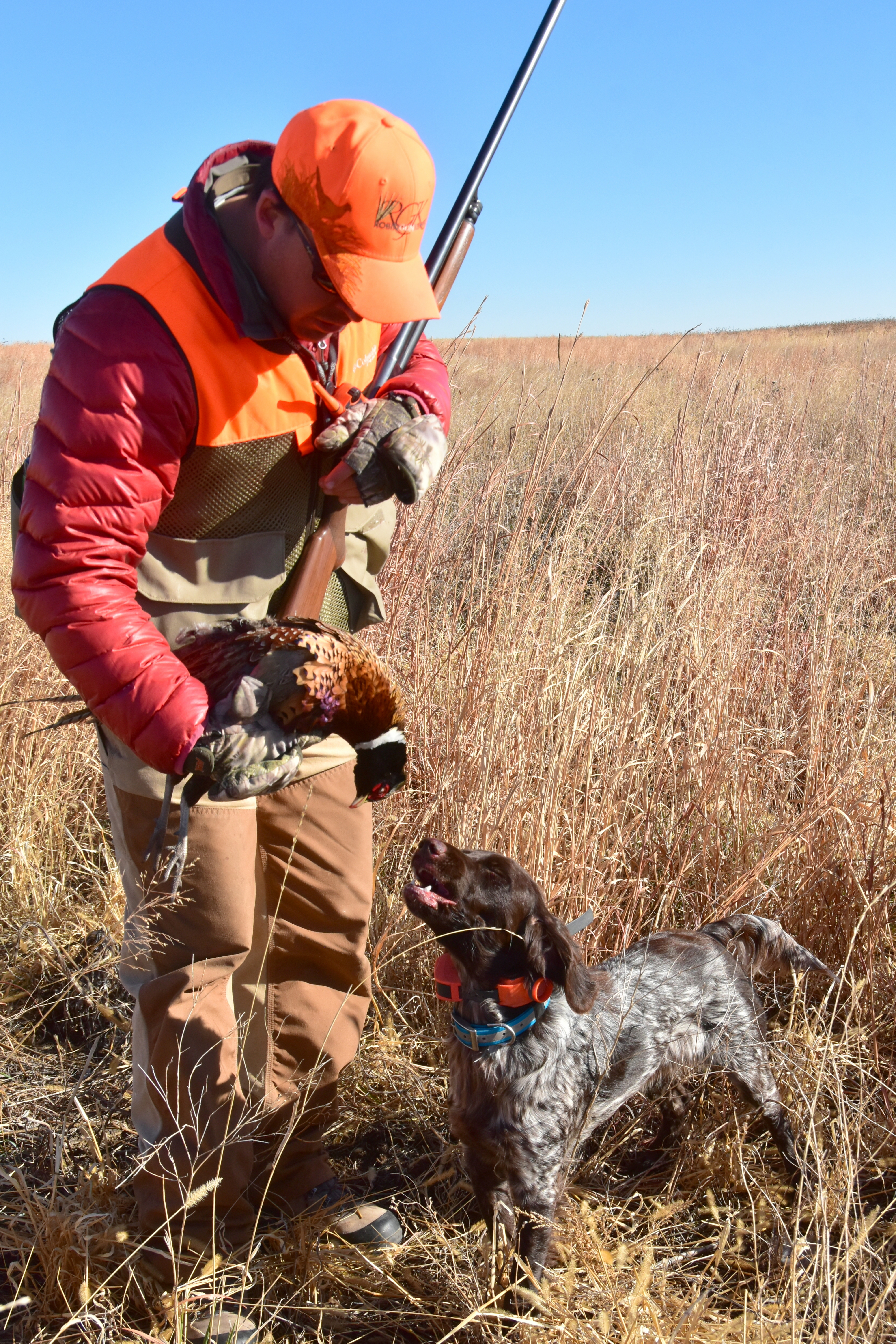
Мисливець із собакою та фазаном